# 219街車站
219街車站（英語：219th Street station）是紐約地鐵IRT白原路線的一個慢車地鐵站，位於布朗克斯219街及白原路交界，設有2號線（任何時候停站）與5號線（僅繁忙時段的尖峰方向停站）列車服務。

## 車站結構
| 月台層 | 側式月台 | 側式月台 |
| 月台層 | 北行慢車 | ← 往威克菲爾德-241街 (225街) ← 黃昏繁忙時段往涅雷大道 (225街)                                                           |
| 月台層 | 尖峰快車 | → 無定期服務 |
| 月台層 | 南行慢車 | ← 經第七大道往夫拉特布什大道-布魯克林學院 (干丘路) → ← 早上繁忙時段經萊辛頓大道往夫拉特布什大道-布魯克林學院 (干丘路) → |
| 月台層 | 側式月台 | |
| 夾層   | 夾層     | 閘機、車站詢問處、Metrocard自動售票機                                                                                   |
| Ground | 街道層   | 出入口 |

此高架車站於1917年3月3日啟用，並於2006年中翻新，設有兩個側式月台和三條軌道。中央軌道不營運。北行月台的北端下方設有一個機房，並可透過不對外開放的樓梯到達。

## 外部連結
- nycsubway.org—IRT White Plains Road Line: 219th Street
- nycsubway.org — Homage Artwork by Joseph D'Alesandro (2006)（页面存档备份，存于）
- Station Reporter — 2 Train
- The Subway Nut — 219th Street Pictures（页面存档备份，存于）
- MTA's Arts For Transit — 219th Street (IRT White Plains Road Line)
- 219th Street entrance from Google Maps Street View
- Platforms from Google Maps Street View（页面存档备份，存于）